# Platensina parvipuncta
Platensina parvipuncta är en tvåvingeart som beskrevs av Malloch 1939. Platensina parvipuncta ingår i släktet Platensina och familjen borrflugor. Inga underarter finns listade i Catalogue of Life.